# 竹尾 (企業)
株式会社竹尾（たけお、英: TAKEO Co., Ltd.）は東京都千代田区神田錦町に本社を置く紙の専門商社。

## 概要
1899年に洋紙店として創業以来、専門商社として紙を販売してきた。現在では「ビジュアルコミュニケーションのあり方を深く洞察する活動またはその発展に努力している人を推奨・賞賛し、表彰する」ことを目的とした竹尾賞の創設や、多摩美術大学との共同研究など文化活動にも力を入れている。
また、折紙愛好家の間では「tカラペ」など折紙に適している紙が売られていることから「おすすめの店」に挙げられることも多い。

## 事業所

### 本社・支店・営業所
- 本社
  - 東京都千代田区神田錦町3-12-6
- 大阪支店
  - 大阪府東大阪市高井田中1-1-3
- 名古屋支店
  - 愛知県名古屋市東区東桜1-13-3（NHK名古屋放送センタービル8F）
- 仙台支店
  - 宮城県仙台市若林区六丁の目西町7-3
- 福岡支店
  - 福岡県福岡市博多区豊1-9-20
- 札幌営業所
  - 北海道札幌市中央区北2条西2丁目（リージェントビル6F）

### 見本帖本店・各店
- 見本帖本店
  - 東京都千代田区神田錦町3-18-3
- 青山見本帖
  - 東京都渋谷区渋谷4-2-5（プレイス青山1F）
- 淀屋橋見本帖
  - 大阪府大阪市中央区今橋4-1-1（淀屋橋odona 1F）
- 福岡見本帖
  - 福岡県福岡市博多区豊1-9-20

### 海外支店
- Takeo Paper Trading (Shanghai) Co., Ltd.
- Fine Paper Takeo (Malaysia) Sdn. Bhd.
- Fine Paper Takeo (Thailand) Co., Ltd.

## 沿革
- 1899(明治32)年
  - 初代社長竹尾榮一、京橋区京橋水谷町11番地にて洋紙店を創業

- 1907(明治40)年
  - 神田区神田錦町3丁目へ移転（現 錦三ビル所在地）

- 1937(昭和12)年
  - 株式会社竹尾洋紙店に改組

- 1965(昭和40)年
  - 大阪営業所（現・大阪支店）開設

- 1967(昭和42)年
  - 竹尾紙工株式会社設立

- 1974(昭和49)年
  - 竹尾のコーポレートシンボルマークとして「紙漉き小僧」を商標登録
  - 株式会社竹尾に商号変更

- 1975(昭和50)年
  - 仙台営業所（現・仙台支店）開設

- 1977(昭和52)年
  - 株式会社第二西北紙流通デポ設立

- 1978(昭和53)年
  - 高島平物流センター開設

- 1979(昭和54)年
  - 福岡営業所（現・福岡支店）開設

- 1982(昭和57)年
  - 名古屋支店開設

- 1985(昭和60)年
  - 札幌事務所（現・札幌営業所）開設

- 1989(平成元)年
  - 青山見本帖オープン

- 1991(平成3)年
  - 竹尾稠、五代目取締役社長に就任

- 1997(平成9)年
  - 上海にTakeo Paper Trading Co., Ltd.（竹尾纸张贸易有限公司）設立
  - クアラルンプール（マレーシア）にFine Paper Takeo Sdn. Bhd. 設立

- 2000(平成12)年
  - 見本帖本店オープン

- 2002(平成14)年
  - FSC森林認証　CoC認証取得

- 2006(平成18)年
  - 湾岸物流センター開設

- 2007(平成19)年
  - バンコクにFine Paper Takeo Co., Ltd.設立

- 2012(平成24)年
  - 青山見本帖リニューアルオープン

- 2018(平成30)年
  - 淀屋橋見本帖オープン

## グループ企業
- 竹尾紙工株式会社
- 株式会社第二西北紙流通デポ